# 4944 Kozlovskij
4944 Kozlovskij је астероид главног астероидног појаса чија средња удаљеност од Сунца износи 2,745 астрономских јединица (АЈ).
Апсолутна магнитуда астероида је 12,8.